# Sofades (gmina)
Sofades (gr. Δήμος Σοφάδων, Dimos Sofadon) – gmina w Grecji, w administracji zdecentralizowanej Tesalia-Grecja Środkowa, w regionie Tesalia, w jednostce regionalnej Karditsa. W 2011 roku liczyła 18 864 mieszkańców. Powstała 1 stycznia 2011 roku w wyniku połączenia dotychczasowych gmin: Sofades, Arni, Pendini, Tamasi i Menelaida. Siedzibą gminy jest Sofades.